# Guajará
Guajará is een gemeente in de Braziliaanse deelstaat Amazonas. De gemeente telt 15.031 inwoners (schatting 2009).